# Новожёнов, Иван Иванович
Ива́н Ива́нович Новожёнов (19 ноября 1914 — 20 августа 1944) — командир батареи 27-й гвардейской пушечной артиллерийской бригады (8-я пушечная артиллерийская дивизия, 51-я армия, 1-й Прибалтийский фронт), гвардии капитан, Герой Советского Союза.

## Биография
Иван Иванович Новожёнов родился 19 ноября 1914 года в деревне Старая Мурава (ныне — Нижнеломовского района Пензенской области).
Русский. Мать — Новожёнова Анастасия Алексеевна. Отец умер, когда сыну было 14 лет.
Окончил шесть классов школы. До призыва в армию работал учеником слесаря на железной дороге, с 1933 году стал токарем механического цеха Уфимской спичечной фабрики. Служил в Красной Армии. После службы вернулся работать на фабрику.
В 1940 году был вторично призван в Красную Армию Сталинским райвоенкоматом города Уфы. Участвовал в советско-финской войне. Окончил курсы младших лейтенантов.
Командир батареи 27-й гвардейской пушечной артиллерийской бригады (8-я пушечная артиллерийская дивизия, 51-я армия, 1-й Прибалтийский фронт) гвардии капитан И. И. Новожёнов совершил подвиг в бою 20 августа 1944 года.
Погиб 20 августа 1944 года у посёлка Викснас (Латвия). Похоронен Герой в посёлке Букайши (ныне — в Терветском крае Латвии), где ему возле школы установлен памятник.

## Подвиг
«20 августа 1944 г. в районе Викснас Литовской ССР орудия батареи стояли для стрельбы прямой наводкой по наступающим крупным силам танков, самоходных орудий и пехоты противника. Тов. Новожёнов открыл по наступающему врагу сокрушительный огонь орудий батареи, преграждая противнику путь наступления. 18 танков противника двигались на батарею тов. Новожёнова, на первых минутах боя 2 танка батареей были подбиты.
В этом неравном бою батарея тов. Новожёнова сдерживала атаку врага в течение 6 часов и уничтожила до роты гитлеровцев, а когда остатки бойцов батареи были убиты, сам тов. Новожёнов, истекая кровью, продолжал отстреливаться, погиб смертью храбрых.
Благодаря стойкости, мужеству и геройству, которые проявил тов. Новожёнов, а под его командованием и батарея, враг на этом рубеже был остановлен и отброшен…».
Звание Героя Советского Союза присвоено И. И. Новожёнову 24 марта 1945 года посмертно.

## Награды
- орден Отечественной войны II степени (15.4.1944)[5].
- орден Красной Звезды (17.7.1944)[6].
- звание Героя Советского Союза (24.3.1945; медаль «Золотая Звезда»[4] и орден Ленина).
- медали.

## Память
Имя Героя И. И. Новожёнова носят улицы в Уфе и Тейково Ивановской области (военный городок «Красные Сосенки»).
В 1997 году по инициативе лидеров школьного самоуправления в средней школе № 10 г. Тейково был создан военно-патриотический клуб «Новожёновец», деятельность которого направлена на  формирование патриотического сознания личности школьников, идеалов служения Отечеству, воспитания чувства долга, чести, сопричастности к прошлому и настоящему великой России.
20 августа 1999 года за большую работу по патриотическому воспитанию подрастающего поколения школе присвоено почетное наименование «Школа № 10 имени Героя Советского Союза Ивана Ивановича Новоженова».
• приказом № 92 МО СССР от 27.02.1991 г. Герой Советского Союза гвардии капитан Новожёнов Иван Иванович зачислен в списки воинской части 12416 (г. Тейково) навечно. В казарме в/ч 12416 стоит памятная кровать Героя.